# Potiaxixa
Potiaxixa is een kevergeslacht uit de familie van de boktorren (Cerambycidae). De wetenschappelijke naam van het geslacht werd voor het eerst geldig gepubliceerd in 2002 door Martins & Monné.

## Soorten
Potiaxixa omvat de volgende soorten:
- Potiaxixa gounellei (Zajciw, 1966)
- Potiaxixa intermedia (Martins, 1979)
- Potiaxixa longipennis (Zajciw, 1966)